# 金田星雄
金田 星雄（かねだ ほしお、1941年12月1日 - ）は、愛知県名古屋市北区出身の元プロ野球選手・歌手。ポジションは投手。右投げ右打ち。

## 来歴・人物
国鉄スワローズ→読売ジャイアンツで日本プロ野球唯一の400勝を達成した金田正一の弟。愛知高から1960年、国鉄に入団。一軍での実績は無く、1961年限りで引退した。
引退後は歌手に転向し、1962年に「初恋岬」で歌手デビュー。小宮恵子とのデュエットは数多く、同年、「幸せを掴んじゃおう」がヒット。なお、日活映画「さすらいのトランペット」に二人で出演し、「幸せをつかんじゃおう」をデュエットしている。
後に大病を患い、現在は芸能界から引退している。

## 詳細情報

### 年度別投手成績
- 一軍公式戦出場なし

### 背番号
- 46 （1960年 - 1961年）